# Celtic Boys Club
«Селтік Бойз Клаб» (англ. Celtic Boys Club) — дитяча школа футбольного клубу «Селтік» (Ґлазґо). Заснована 1966 року.

## Історія
«Селтік Бойз Клаб» відкрився як футбольна школа 1966 року з дозволу президента ФК «Селтік» Роберта Келлі та головного тренера Джока Стайна. Спочатку футбольна школа діяла незалежно від професіонального клубу «Селтік», потім зв'язки між ними тіснішали.
Команди різних вікових категорій здобули велику кількість шотландських трофеїв для юніорів, а найбільший міжнародний успіх — перемога команди U-16 у так званому «Європейському юнацькому кубку» (European Youth Cup) 1974, де серед учасників були «Баварія» Мюнхен, «Ганновер», «Ґлазґо Аматорс», «Ейр Юнайтед», «Істеркрейґс», «Мотервелл», «Льєж», «Лілль», «Манчестер Юнайтед», «Невшатель», «Rangers Boys Club», «Сантос», «Феєнорд» і «Fir park boys» club». У фіналі «Селтік БК» переміг «Манчестер Юнайтед» (1:0), а єдиний гол забив Джордж Маккласкі.
Від часу заснування школи там грали у футбол понад 6000 юнаків, яких тренували близько 900 тренерів.